# Molekulare Musik
Molekulare Musik ist eine Methode der Erschließung von Musik aus den chemischen Eigenschaften molekularer Objekte und gehört in das Gebiet der Seriellen Musik sowie in der engeren Definition in das Gebiet der Spektralmusik. Musik wird als „Kombination elementarer Wellenformen“ verstanden. Die Analysetätigkeit ermöglicht Aufschlüsse über Mikroprozesse in der Biochemie, die auf die Gestalt der Musik zurückwirken sollen und hauptsächlich zur Repräsentation von Konzepten oder Objekten im bewegten Mikrokosmos lebender Organismen gesucht werden. Oft wird mit molekularer Musik auch ein mehr assoziatives Verständnis verbunden. Molekulare Ästhetik beruft sich auf die Materialforschung des Staatlichen Bauhauses der 1920er.

## Hintergrund
"All acoustic phenomena, including 'sound', are the result of mechanical movements of physical objects within or upon the surface of a solid, gaseous, or liquid acoustic medium such as steel, air, water, etc.. In the case of the acoustic phenomena we call 'sound', the movement of physical objects occurs at or close to audio frequency so that the resulting waves or pattern of waves passing through an acoustic medium do so at audio frequency. When these audio frequency waves impinge on the human listening apparatus (the inner ear) the result is that 'sound' is perceived in the human brain."
Dabei ist das Ohr als Hauptwahrnehmungsorgan zu verstehen, es werden also auch Subbässe an den Fußsohlen usw. perzipiert und interpretiert. Besonders beim Singen kommt zudem die Eigenresonanz des Körpers zum Zuge.
Erzeugt werden zum Beispiel molekulare Töne, molekulare Tonleitern und molekulare Musikstücke. Im Mittelpunkt stehen die Möglichkeiten der Mustererkennung (pattern recognition). Der Begriff molekular weist eine engere und eine weitere Definition vor, bei der engeren geht es um Bewegungen von Molekülen und ihre Übersetzung mittels Spektralanalyse und Vergleich, dann Transposition in den hörbaren Bereich und gegebenenfalls Ausführung. Die verwendeten Instrumente sind hier: Spektrometer, Computer, statistische Erkenntnisse.
Bei der weiteren Definition wird ein intuitiver Ansatz verfolgt, der zum Beispiel im Rahmen der therapeutischen Entspannungsmusik Verwendung findet, aber in der populären Musik auch als Stilelement zum Beispiel von Ambient, Meditationsmusik, Minimalismus (z. B. Minimal Music), postapokalyptischer Musik und ähnlichem Ausdruck findet. Instrumente sind: Sinnlich-spontane und intuitive Verwendungen musikalischer Module auf Grundlage musikalischer Erfahrungen. Die Unabhängigkeit vom Instrumentenklang wird zum Beispiel durch die interaktive Anwahl ausführender Instrumentenpresets ermöglicht, das Sounddesign kann damit restriktiv genannt werden. Viele Ansätze sind eher subjektiver Natur. Die Musikerin und Biochemikerin Linda Long versteht den Begriff als Grundlage für ein Verständnis von Leben und der vielfältigen Erscheinungsformen der Natur anhand des Computers und mittels Computermusik. Molekulare Musik sei hinsichtlich der therapeutischen und didaktischen Resultate sowie in ihrer Bedeutung für Forschung und experimentelle Musik von Interesse. Bei der Musik handelt es sich um intuitive Beschreibungen der Bewegungen von Hormonen und pflanzlichen Proteinen. Joe Davis hat bereits in den 1980er Jahren im Rahmen einer Zusammenarbeit von Wissenschaftlern der Harvard University und des MIT versucht, mittels der Sonifikation von Vaginalkontraktionen Aliens zu kontaktieren. In seinen neueren Arbeiten übersetzt er die DNA des Menschen in musikalische Folgen (siehe Weblinks): "Different organisms make different sounds in the way that say, the sounds of horses are perceived as different than the sounds of sheep." Für David Lindsay kommt neben den tonalen Eigenschaften der Nukleinsäuren, aus denen die unterschiedlichen Proteine gebildet werden sowie der Reproduktionprozesse auch die Dissoziation, bzw. der Zerfall der Moleküle als Ausgangspunkt akustischer Ereignisse infrage. Die Signatur soll charakteristische temporäre Ereignisse beschreiben. Walter Bauer hat 1996 die Titelmelodie von Doktor Schiwago auf Grundlage eines Samples gespielt, das er aus der spektrometrischen Betrachtung von Azeton in einem CDC13-Protein erhielt (CDC bedeutet Zellteilungszyklus). Verwendet wurden Pulssequenzen des Kernresonanz-(NMR)-Spektrometers der Universität Erlangen auf Grundlage des acoustic monitoring.

## Das Molekulare als theoretischer Begriff
Der Begriff des Molekularen findet in der Musik auch Eingang durch den diesbezüglichen Ansatz von Gilles Deleuze und Félix Guattari (Tausend Plateaus), der besonders in den 1990er Jahren als Hintergrund für komplexere elektronische Musik Verwendung fand. Molekular bezieht sich hier nicht unbedingt auf das Molekül als physikalische Größe, sondern auf ein Konzept der Dekonstruktion von Hierarchien wie Molar / Molekular oder Materie / Form.

## Sonifikation
Sonifikation wird die Übertragung und Umwandlung von Daten in Klangereignisse genannt. Dazu gehört zum Beispiel das Hörbarmachen mikroskopischer Bewegungen, zum Beispiel auch des Klangspektrums von Wassertropfen, Kleintieren, elektromagnetischen Strömen usw. Molekulare Schwingungsformen mit Frequenzen zwischen 30 GHz und 300 THz werden per Spektrometer sichtbar gemacht, visuell oder durch Vergleich mit anderen Spektren ausgewertet und übertragen. Eines der ersten Instrumente zur Sonifikation ist der Geigerzähler (1908). Sonifikation dient, wo sie keinen explizit-musikalischen Zweck verfolgt, dem begleitenden und vertiefenden auditiven Monitoring von Mikroprozessen. Zur Umsetzung werden unterschiedliche Zeitskalen flexibel verwendet.

### Makromolekulare Strukturen
Mikrofone, die ankommende Geräusche in elektromagnetische Schwingungen übersetzen, die dann wieder in Geräusche zurückübersetzt werden, sind bis heute nicht in der Lage, mikroakustische Signaturen individueller Zellen aufzunehmen. Grundlage sind deshalb Bewegungen von Molekülgruppen, -massen oder -schwärmen. Der hörbare Bereich wird als Klangfeld verstanden, in dem sich Mikroprozesse abbilden und entlang der je verwendeten Zeitachse formulieren. Molekulare Musik als algorithmische Kompositionsmethode ist stark an die Serielle und Postserielle Musik angelehnt. Makromolekulare Strukturen in der Musik werden zum Beispiel anhand zellulärer Automaten erzeugt, Algorithmen, mit denen Modellierungen von Sequenzen in Richtung (diskreter) räumlicher Komposition möglich sind. Das Vorgehen ist topologisch, die Orte der Töne oder Noten werden flexibel im Verhältnis zu ihren Nachbarschaften berechnet. Als Beispiel kann John Conways Spiel des Lebens als Kompositionsmethode angeführt werden.

### Instrumente, Algorithmen
Einfache Spektrometer, Spin-Anregungs-Spektroskopie, Rastertunnelmikroskopie.
Algorithmen als Annäherungen zur Transposition der DNA und ihrer Prozesse werden bei David Lindsay beschrieben. Verwendet werden Rhythmusgeneratoren, die so weit wie möglich im Vergleich zu den beobachteten Prozessen analog eingestellt werden. Das poetisch-metrische System akzentuiert bei den energetischen Kräften der Zerstörung der Wasserstoffbrücken auch die Pausen im Dissoziationsprozess. Unterteilt wird in repetitive und non-repetitive Sequenzen.
Eine Einlassung der urheberrechtlichen Seite betrifft das Copyrighting der DNAs von Personen als Geistiges Eigentum und Variante des Patentierens der intellektuellen Basis eines Menschen. Zur Anwendung kommt ein Verfahren, das Kary Mullis erfunden hat, die vielfache Kopie des Ausgangsmaterials, hier der DNA, bis die Masse sichtbar wird:
"The problem can be seen as identical to that of a musical recording. If I buy a CD and listen to it, there is no infringement. I only infringe on intellectual property rights if I make a copy of that CD. This, clearly, is a question of not patenting but of copyright."
Die Geräuschentwicklungen von Molekülen in Liquiden untersucht Mark Fell anhand der Brownschen Bewegung. In seiner Übertragung ist die Tonhöhe durch die Entfernung der Moleküle voneinander bestimmt und die Klangfarbe durch den Winkel, in dem die Bewegung stattfindet. Hier entstehen entgegen der weiteren intuitiv-molekularästhetischen Definition von Musik Klänge, die möglichst allgemein oder undesignt die betreffenden Prozesse abbilden sollen und im Rahmen von Musik entsprechend schwer zu hören sind, soweit die funktionale Komponente (die Idee, der Algorithmus oder die Übersetzung) im Vordergrund steht: "There will be some weird sounds coming out but also it's underpinned by science."
Genetische Codes werden auch in Musik übersetzt, wodurch zum Beispiel Kompositionen zustande kommen, bei denen jeder Sänger / jede Sängerin seinen / ihren individuellen genetischen Code vorträgt, so zum Beispiel durch den New London Chamber Choir mit dem Stück Allele (Andrew Morley, 2010).

### Kritik
Da Mikroakustik zum Teil spekulativ ist, wird versucht, den Anteil an Unvorhersehbarkeit durch spektrale, taktile, emotionale oder statistische Methoden, zum Beispiel die optionale Anwahl unterschiedlicher Instrumentenparameter auszugleichen. Hier zeigt sich ein Schwachpunkt des Spektralismus überhaupt. An wenigstens einem Punkt der Kette ist Poesie gefragt, womit die objektive Fundierung der meisten Techniken und damit der Methode in Zweifel gezogen werden kann. Synästhesie ist zudem auch eine Geschmacksfrage.
Durch die objektzentrierte Vorgehensweise entsteht ein Legitimationsproblem, bei dem die Frage nach der Musik als Ausgangspunkt einer Komposition gestellt werden kann. Bearbeitungen von musikalischem Quellmaterial ermöglichen eine Verschiebung des Legitimationsproblems auf Sozialisation und Ausbildung von Komponisten.
- Flächen, Pulse, Repetitionen, rhythmische Entitäten, Klangsignatur, Klangsynthese, optische Spektrometrien, Pigmente, photolablile Moleküle, Stabilität und Zerfall von Strukturen.
- Aus Teilen zusammengesteckt, zerlegen, zusammensetzen, flächig, Bögen, Breakbeat, Jazz, zerhackstückt, Anti-Rock, reduziert, transparent, flüchtig, Wasser, Aggregatzustände, Diktatur der Zeit durchbrechen, Hologramm, Elektronen, Protonen, Neutronen, Erwartungen, Wechsel.

## Musiker
Atoms For Peace, Curtis Roads, Charles Dodge, Underground Resistance, Yasunao Tone (Fluxus), Joe Davis, Linda Long, Larry Miller, David Lindsay, Sebastian Berweck, Rei Nakamura, Mark Fell, Ludger Brümmer, Tim Otto Roth, Gerhard E. Winkler, Kim Cascone, Richard Chartier, William Basinski (besonders die Disintegration Loops von 2002) und weitere.

## Trivia
Es gibt einen Science-Fiction mit dem Titel Molekularmusik (Armin Rößler, Heidrun Jänchen). Es existiert auch ein Patent auf den Namen Molecular MusicTM.